# Christer Lipovac
Christer Lipovac (Švedska, 7. ožujka 1996.), švedski nogometaš hrvatskog podrijetla. Igra u Karlslundsu u napadu.
Lipovac ima također hrvatsko državljanstvo.

## Igračka karijera

### Klub
Lipovčev matični klub je Karlslunds IF za koji je igrao od 2002. do 2011. godine.
Prvi je profesionalni ugovor potpisao sa šesnaest godina za svoj klub iz djetinjstva Karlslunds IF koji mu je dao prvi ugovor za prvu momčad 2012. godine. Sljedeće ga je godine kupio Örebro SK koji ga je potom posudio natrag u Karlslund za sezonu 2013. tako da može prikupiti igračko iskustvo za četvrtu razinu švedskog nogometa. 4. svibnja 2014. prvi je put zaigrao u ligi Allsvenskan kad je ušao kao zamjena u gostujućoj utakmici protiv Kalmara.

### Reprezentacija
Za švedsku seniorsku nogometnu reprezentaciju još nije zaigrao, pa još ima šanse zaigrati za Hrvatsku.
Sa Švedskom je na svjetskom prvenstvu do 17 2013. održanom u Ujedinjenim Arapskim Emiratima osvojio brončanu medalju. Do tog je prvenstva ostvario 19 nastupa i postigao 6 golova. Najvažniju ulogu u švedskoj reprezentaciji u napadu na tom prvenstvu nije odigrao Lipovac, nego Valmir Berisha koji je bio najbolji strijelac prvenstva.

## Vanjske poveznice
- Švedski nogometni savez Profil
- Eliteprospects Profil
- Örebro SK Profil